# Поймай меня, кто сможет

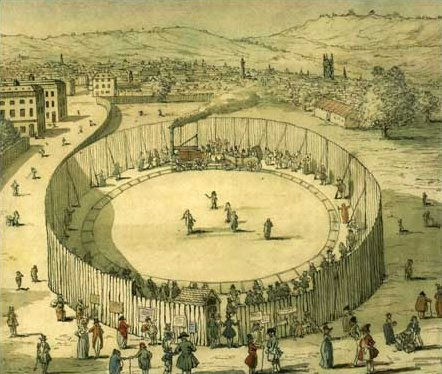
Кольцевая дорога-аттракцион.
Акварель работы Томаса Роулендсона

«Поймай меня, кто сможет» (англ. Catch Me Who Can) — один из первых в мире паровозов (если считать от первого запатентованного, то третий) и самый первый пассажирский паровоз. Был построен в 1808 году конструктором Ричардом Тревитиком.
Паровоз предназначался прежде всего для демонстрации возможностей нового транспортного средства (понятие локомотив появится только через 17 лет). Для этого Тревитик в Блумсбери (район Лондона), к югу от места, где ныне расположена железнодорожная станция Юстон, сооружает кольцевую железную дорогу — аттракцион, на которой бегал данный паровоз. Часто к данному паровозу прицепляли небольшой пассажирский вагон, тем самым формируя первый в мире пассажирский поезд.
Паровоз достигал скорости 19 км/ч (12 миль/ч). Основным недостатком паровоза оказался его высокий вес (8 т), из-за чего хрупкие рельсы, выполненные из чугуна, часто ломались, что приводило к сходу. Тем не менее, паровоз вызвал серьёзный интерес у многих конструкторов, которые начали поиск инвесторов. Однако следующий паровоз был построен лишь в 1811 году.